# اجیم
اجیم (به عربی: أجیم) یک منطقهٔ مسکونی در تونس است که در استان مدنین واقع شده‌است.

## نگارخانه

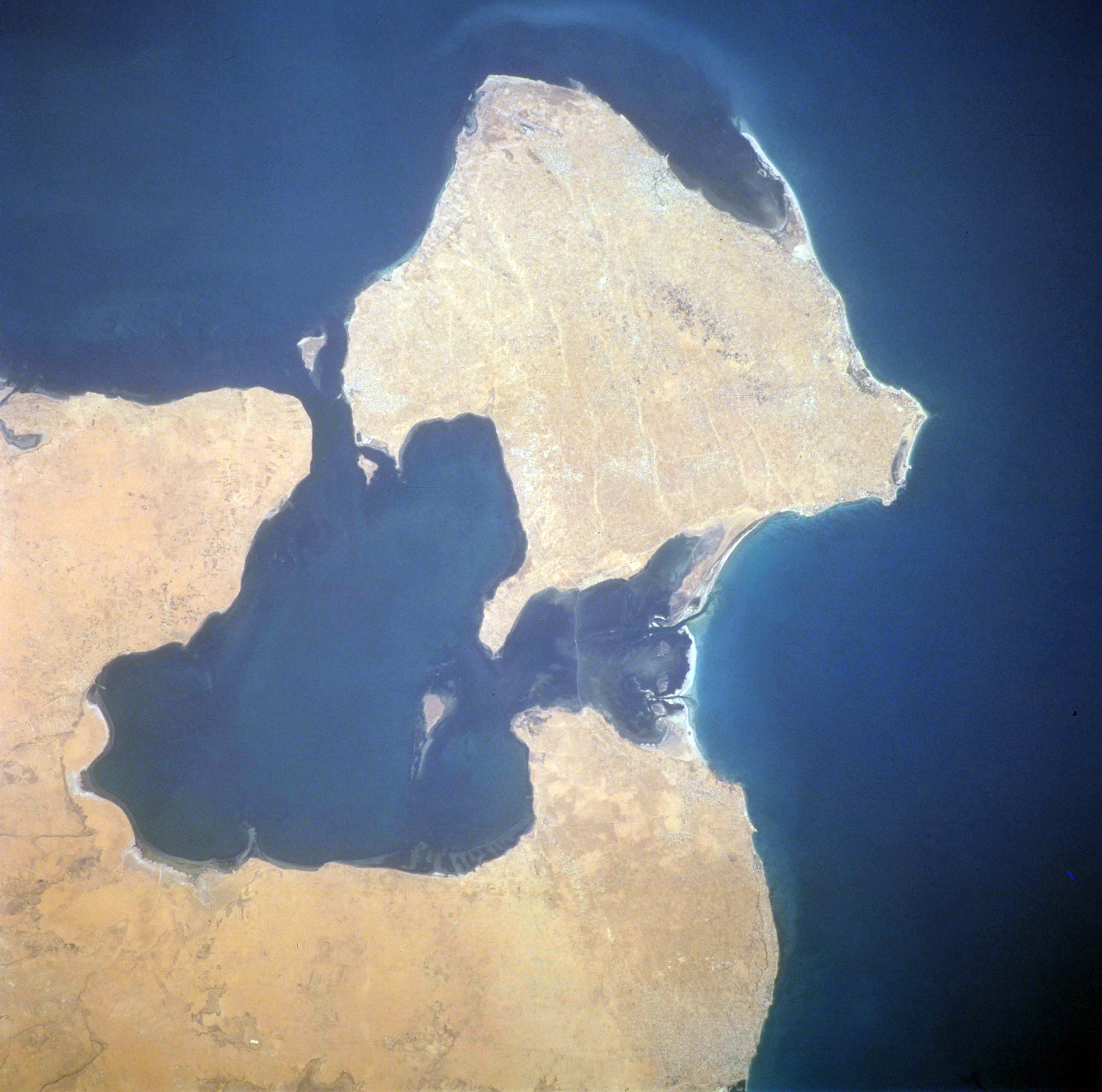

## خصوصیات
اجیم ۲۴٬۱۶۶ نفر جمعیت دارد.